# Michael Fuchs
Michael Fuchs (Wurzburgo, 22 de abril de 1982) es un deportista alemán que compitió en bádminton, en las modalidades de dobles y dobles mixto.
Ganó dos medallas en el Campeonato Europeo de Bádminton, plata en 2012 y bronce en 2010. Participó en dos Juegos Olímpicos de Verano, en los años 2012 y 2016, ocupando el quinto lugar en Londres 2012, en la prueba de dobles mixto.

## Palmarés internacional
| Campeonato Europeo | Campeonato Europeo       | Campeonato Europeo | Campeonato Europeo |
| Año                | Lugar                    | Medalla            | Prueba             |
| ------------------ | ------------------------ | ------------------ | ------------------ |
| 2010               | Mánchester (Reino Unido) | Medalla de bronce  | Dobles             |
| 2012               | Karlskrona (Suecia)      | Medalla de plata   | Dobles             |